# Adam Gierek

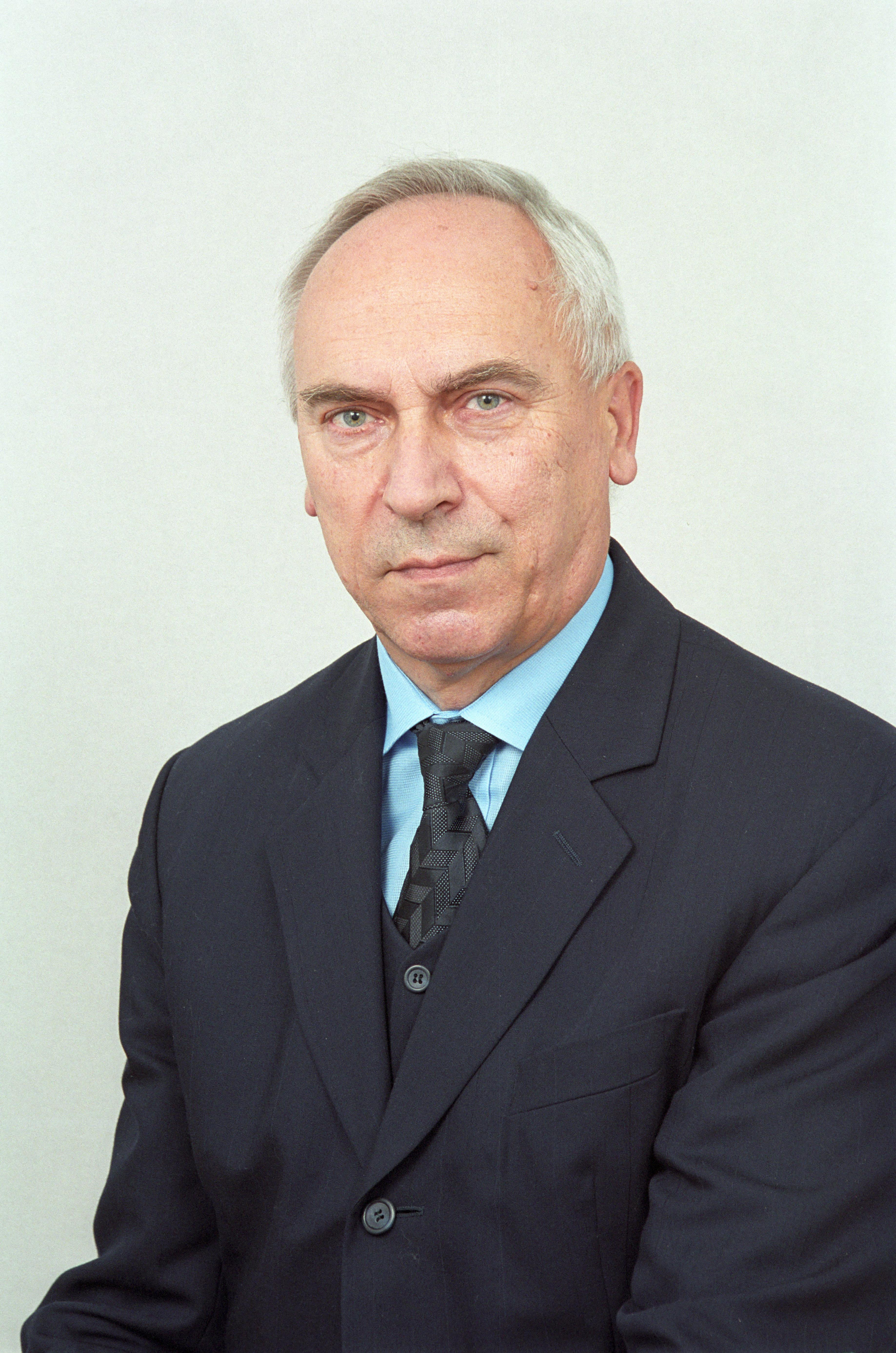
Adam Gierek, 2001

Adam Gierek (* 17. April 1938 in Zwartberg, Belgien) ist ein polnischer Materialwissenschaftler, Politiker und war von 2004 bis 2019 Mitglied des Europäischen Parlaments für die Liste SLD-UP, die der Fraktion der Sozialdemokratischen Partei Europas (SPE) angehört. Er ist Sohn von Edward Gierek, der von 1970 bis 1980 Chef der Polnischen Vereinigten Arbeiterpartei war.

## Leben
Adam Gierek studierte Ingenieurwissenschaften und promovierte darin 1965. Ab 1972 arbeitete er als Hochschullehrer an der Schlesischen Technischen Universität in Gliwice. Das Gebiet seiner wissenschaftlichen Tätigkeit war die Pulvermetallurgie. Seit 1973 ist er zudem Mitglied der Polnischen Akademie der Wissenschaften. 1982–1989 war er Gastprofessor an der Technischen Universität Dresden.
2001 wurde Gierek in den polnischen Senat gewählt, dem er bis 2004 angehörte. Er war hier Mitglied im Ausschuss für Wissenschaft, Bildung und Sport, später auch im Gesetzgebungs- und Rechtsausschuss sowie im Ausschuss für Umweltschutz. Nach dem polnischen EU-Beitritt 2004 wurde Gierek ins Europäische Parlament gewählt, wo er dem Ausschuss für Industrie, Forschung und Energie angehörte. Bei der Europawahl 2009 erfolgte seine Wiederwahl für den Wahlkreis Katowice über die Liste der SLD. Bei der Europawahl 2019 trat Gierek nicht wieder zur Wahl an.

## EU-Parlamentsperiode 2009 bis 2014
In dieser Periode war Gierek Mitglied im Ausschuss für Industrie, Forschung und Energie sowie in der Delegation im Ausschuss für parlamentarische Kooperation EU-Russland.
Stellvertreter war Gierek im Ausschuss für Umweltfragen, öffentliche Gesundheit und Lebensmittelsicherheit sowie in der
Delegation für die Beziehungen zu Australien und Neuseeland.